# 层叠笼

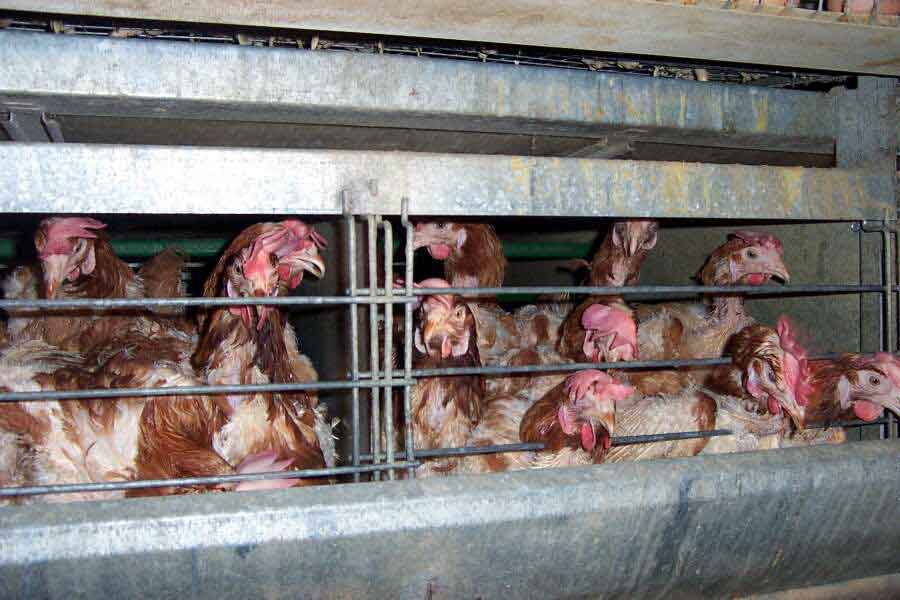
饲养在层叠笼中的鸡

|  | 在全國範圍禁止層架式飼養籠         |  | 存在針對層架式飼養籠的地區性禁令 |
|  | 層架式飼養籠正在全國範圍內逐漸淘汰 |  | 層架式飼養籠合法                 |
|  | 無數據                             |  |                                  |

层叠笼（英語：Battery cage）或称炮台笼，是动物养殖中使用的一种笼子，主要用于蛋鸡饲养。层叠笼在动物福利方面存在许多争议。

## 应用
层叠笼在世界各地的畜牧业中被广泛应用。 它可以减少母鸡之间的相互攻击，但同时也限制了动物的活动，阻止了许多自然的行为，并增加了动物患上骨质疏松症的概率。 在2014年，美国大约95%的鸡蛋都来自于生活在层叠笼中的母鸡。 根据英国环境、食品和乡村事务部的数据，2010年在英国销售的鸡蛋中有50%来自生活在笼子里的母鸡，45%来自散养鸡，5%来自谷仓饲养的鸡。

## 动物福利
层叠笼在动物福利方面存在许多争议，以下是大致按照母鸡生活史排列的影响：

### 雏鸡淘汰
由于现代对动物的人工选择，蛋鸡与肉鸡为不同分型。因此在蛋鸡饲养中，无法产蛋的雄鸡也不适合作为肉鸡，它们往往在出生时就被宰杀。 宰杀方式包括断颈、用二氧化碳窒息或是用高速滚筒碾碎。
动物权利组织通过影片记录了雏鸡被高速滚筒碾碎的残酷情景。 断颈、窒息和碾碎都是美国兽医协会认可的雏鸡安乐死程序。

### 断喙
为减少啄羽、残杀、啄肛等行为，大多数被安置于层叠笼中的鸡都被断喙。通常在母鸡出生的第一日就被断喙，这一过程与性别筛选、接种疫苗同时进行。许多科学家认为，断喙会造成强烈的疼痛，并且可能带来长期的慢性疼痛；断喙是所有鸡类养殖系统共同的步骤，不限于层叠笼养殖。

### 笼子尺寸

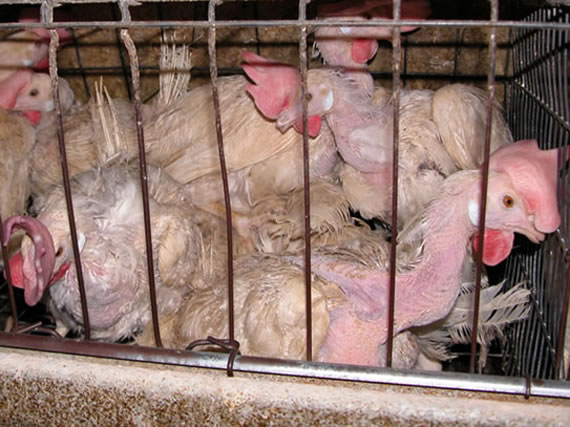
生活在层叠笼里的鸡

雏鸡在大约16周时被放进层叠笼，此时它们还未有产蛋能力。在有相关立法的国家，法律规定每只鸡所占笼子面积需要在300 cm2以上不等。根据欧洲2003年制定的标准，每只鸡所占面积应大于550 cm2。 美国对此的推荐标准是每只鸡67-86 in2（430-560 cm2）。 一只鸡在笼中所占面积往往被描述为一张A4纸大小（624 cm2） 根据另一些描述，一只典型的层叠笼大约有文件柜抽屉那么大，其中可容纳8到10只母鸡。
行为研究指出，母鸡转身所需的面积在540-1006 cm2，展翅所需面积在653-1118 cm2，抖羽所需面积在676-1604 cm2，整理羽毛所需面积在814-1240 cm2，地面啄食所需面积在540-1005 cm2。 因此，当母鸡在平均面积小于550 cm2的笼子居住时，它们的行为必然会干扰到其它个体。这种生活空间限制受到了动物福利科学家的批评。 此外，还有观点指出，层叠笼单调、充满压力的环境会抑制母鸡自然行为的展现。 空间限制会引发一系列异常行为，会对母鸡自身以及笼中其它同伴造成伤害。

### 光照控制
层叠笼所处的环境通常保持低光照（例如小于10 lx），以减少母鸡之间的啄羽、残杀、啄肛等行为。低光照也引发了动物福利者的担忧，因为母鸡通常偏好在明亮的环境中进食。 在明亮环境中，母鸡行为较为活跃，黑暗环境则相反。 此外，采集鸡蛋时的突然的光照会惊吓到母鸡，促使发生啄羽行为， 增加受伤风险。
层叠笼位于室内环境，其中的母鸡无法获得太阳光。尽管尚未有科学证据指出这是否对母鸡的健康有伤害，但许多动物福利倡导者仍表达了他们的忧虑。

### 骨质疏松症
多个研究指出，在产蛋时期（大约72周龄），母鸡对钙的需求加上缺乏运动会造成骨质疏松。在母鸡的系统性养殖业中都存在这个问题，但在层叠笼环境中尤为普遍，因此这个问题也被称为“层叠笼骨质疏松症”。 骨质疏松可能会进一步引发骨折，尤其是腿部和龙骨突骨折。研究显示大约有24.6%的层叠笼环境母鸡最近遭受龙骨突骨折，相比之下较好的笼子、谷仓、散养的骨折率分别为3.6%，1.2%和1.3%。不过，层叠笼环境中的母鸡较少遭受旧骨折复发的影响（层叠笼17.7%，谷仓为69.1%，散养59.8%，其它笼子31.7%）

### 强制换羽
当母鸡产蛋能力下降时，饲养者可能先不会宰杀它们，而是令它们强制换羽。